# Carlo Massimo (Camillo II)
Carlo Massimo, più noto come Camillo II Massimo, (Roma, 20 luglio 1620 – Roma, 12 settembre 1677), è stato un cardinale, politico e numismatico italiano.

## Biografia
Figlio primogenito di Giacomo Luigi Massimo, marchese di Arsoli, e di sua moglie Giulia Serlupi, Carlo nacque a Roma nell'antica famiglia aristocratica dei Massimo che annoverava tra gli avi il papa Anastasio I.
Apprese i primi rudimenti della scienza antiquaria dallo storico Francesco Angeloni e si laureò alla Sapienza nel 1640, anno in cui morì lo zio monsignor Camillo Massimo, detto il "Cieco", che lo aveva nominato erede universale di una fortuna immensa, consistente in terreni, palazzi, collezioni d'arte e 250.000 scudi dell'epoca, oltre al titolo vescovile. Congiuntamente all'accettazione del lascito, quale primogenito della casata, Carlo acquisì il nome di Camillo II, in osservanza al fedecommesso dettato dallo zio vescovo, piuttosto inusuale presso l'aristocrazia pontificia.
Nel 1646 divenne cameriere segreto e familiare del Papa e, nell'anno seguente, canonico di San Pietro in Vaticano. Il 10 settembre 1651, versando la forte somma di 80.000 scudi, ottenne la nomina a chierico della Camera Apostolica dal protocamerario cardinale Ottaviano Raggi, riuscendo così a inserirsi tra le alte cariche della curia pontificia.
Eletto patriarca di Gerusalemme nel dicembre 1652, venne consacrato il 4 gennaio successivo nella chiesa romana di San Silvestro al Quirinale per mano del cardinale Fabio Chigi, assistito da Giulio Rospigliosi, arcivescovo titolare di Tarso. Creato assistente al soglio pontificio il mese successivo, Camillo Massimo raggiunse la penisola iberica in nave quale nunzio apostolico presso il re di Spagna, in sostituzione di Giulio Rospigliosi, rimanendovi dal 16 gennaio 1654 al 1656. Durante questi anni egli tentò di far siglare una pace tra Francia e Spagna estromettendo però dagli accordi l'ambasciatore veneziano, al punto che la Serenissima fu costretta a presentare la sua protesta al pontefice che richiamò Camillo dalla sua nunziatura.
Rientrato a Roma nell'agosto del 1658, si trovò al centro di molteplici intrighi orditi tanto nella corte spagnola, quanto nella curia romana. Caduto in disgrazia, Camillo II venne lasciato senza incarichi politici per alcuni anni. In quel periodo visse nell'Urbe in modo discontinuo, preferendo spesso dimorare nel proprio feudo di Roccasecca dei Volsci e si dedicò allo studio della numismatica (alla sua morte possedeva più di 2000 monete antiche e alcune delle quali molto rare) e all'ordinamento e ampliamento delle collezioni d'arte di famiglia, che trovarono adeguata sede nel palazzo alle Quattro Fontane, acquistato il 19 febbraio 1664.
Grazie ai buoni uffici di donna Olimpia Aldobrandini, nuora della potente "papessa Maidalchini", a partire da 1667 riebbe l'affidamento di importanti incarichi politici, fino ad essere elevato al rango di cardinale, da Papa Clemente X, nel concistoro del 22 dicembre 1670. Ricevette la berretta cardinalizia ed il titolo di Santa Maria in Domnica (titolo elevato pro illa vice) il 23 febbraio 1671. Il 30 gennaio 1673 optò per il titolo di Sant'Eusebio e prese parte quindi al conclave del 1676 che elesse a pontefice Innocenzo XI. Il 19 ottobre 1676 optò per il titolo di Sant'Anastasia.
Camillo II continuò a coltivare la sua passione verso l'arte, anche spendendo cifre ingentissime per commissionare opere o acquistare reperti archeologici e per il loro restauro, confidando nel proprio incarico cardinalizio per far fronte agli impegni assunti.
Fu tra l'altro uno dei più assidui committenti di Claude Lorrain.
La morte lo colse cinquantasettenne, senza aver potuto ripianare l'enorme situazione debitoria che costrinse il fratello Fabio, suo erede universale, a vendere buona parte della collezione, organizzando un'asta nella primavera del 1678 e, essendo insufficiente il ricavato, a cedere il palazzo alle Quattro Fontane all'ex Cardinale Segretario di Stato Nerli, per 25.000 scudi, il 27 aprile 1679.
Il suo volto è noto specialmente per il bellissimo ritratto che di lui realizzò Diego Velázquez nel 1650, durante il suo secondo soggiorno italiano, oggi conservato in Inghilterra a Kingston Lacy, nel Dorset (proprietà del National Trust).

## Genealogia episcopale e successione apostolica
La genealogia episcopale è:
- Cardinale Guillaume d'Estouteville, O.S.B.Clun.
- Papa Sisto IV
- Papa Giulio II
- Cardinale Raffaele Riario
- Papa Leone X
- Papa Clemente VII
- Cardinale Antonio Sanseverino, O.S.Io.Hieros.
- Cardinale Giovanni Michele Saraceni
- Papa Pio V
- Cardinale Innico d'Avalos d'Aragona, O.S.Iacobi
- Cardinale Scipione Gonzaga
- Patriarca Fabio Biondi
- Papa Urbano VIII
- Cardinale Cosimo de Torres
- Cardinale Francesco Maria Brancaccio
- Vescovo Miguel Juan Balaguer Camarasa, O.S.Io.Hieros.
- Papa Alessandro VII
- Cardinale Camillo Massimo

La successione apostolica è:
- Vescovo Domenico Massimo (1671)
- Vescovo Domenico Tafuri, O.SS.T. (1673)
- Vescovo Ascanio Paganelli (1673)
- Vescovo Bartolomeo Menatti (1673)
- Vescovo Mario Emmanuelle Durazzo (1674)
- Vescovo Matteo Orlando, O.Carm. (1674)
- Vescovo Giovanni Gambacorta, C.R. (1676)

## Ascendenza
|                                           |                   |                                 | Genitori                                        |  |  | Nonni |  |  | Bisnonni                                      |  |  | Trisnonni        |  |
|                                           |                   |                                 |                                                 |  |  |       |  |  | Luca Massimo, I barone di Pisterzo e Prossede |  |  | Domenico Massimo |  |
|                                           |                   |                                 |                                                 |  |  |       |  |  | Luca Massimo, I barone di Pisterzo e Prossede |  |  | Domenico Massimo |  |
|                                           |                   | Giulia Maddaleni Capodiferro    |                                                 |  |  |       |  |  | Luca Massimo, I barone di Pisterzo e Prossede |  |  |                  |  |
| Carlo Massimo                             |                   |                                 |                                                 |  |  |       |  |  | Luca Massimo, I barone di Pisterzo e Prossede |  |  |                  |  |
|                                           |                   | Virginia Colonna                | Giulio Colonna, signore di Montefortino         |  |  |       |  |  |                                               |  |  |                  |  |
|                                           |                   | Virginia Colonna                | Giulio Colonna, signore di Montefortino         |  |  |       |  |  |                                               |  |  |                  |  |
|                                           |                   | Virginia Colonna                | Maria Conti                                     |  |  |       |  |  |                                               |  |  |                  |  |
| Giacomo Luigi Massimo, marchese di Arsoli |                   | Virginia Colonna                |                                                 |  |  |       |  |  |                                               |  |  |                  |  |
|                                           |                   | Pier Giuseppe Giustiniani Banca | Francesco Giustiniani Banca, co-signore di Chio |  |  |       |  |  |                                               |  |  |                  |  |
|                                           |                   | Pier Giuseppe Giustiniani Banca | Francesco Giustiniani Banca, co-signore di Chio |  |  |       |  |  |                                               |  |  |                  |  |
|                                           |                   | Pier Giuseppe Giustiniani Banca | Caterina Giustiniani Longo                      |  |  |       |  |  |                                               |  |  |                  |  |
| Chiara Giustiniani Banca                  |                   | Pier Giuseppe Giustiniani Banca |                                                 |  |  |       |  |  |                                               |  |  |                  |  |
|                                           |                   | Luigina Giustiniani             | Benedetto Giustiniani                           |  |  |       |  |  |                                               |  |  |                  |  |
|                                           |                   | Luigina Giustiniani             | Benedetto Giustiniani                           |  |  |       |  |  |                                               |  |  |                  |  |
|                                           |                   | Luigina Giustiniani             | Caterina Giustiniani Moneglia                   |  |  |       |  |  |                                               |  |  |                  |  |
| Carlo Massimo                             |                   | Luigina Giustiniani             |                                                 |  |  |       |  |  |                                               |  |  |                  |  |
|                                           | Francesco Serlupi | …                               |                                                 |  |  |       |  |  |                                               |  |  |                  |  |
|                                           | Francesco Serlupi | …                               |                                                 |  |  |       |  |  |                                               |  |  |                  |  |
|                                           | Francesco Serlupi | …                               |                                                 |  |  |       |  |  |                                               |  |  |                  |  |
| Giovanni Battista Serlupi                 | Francesco Serlupi |                                 |                                                 |  |  |       |  |  |                                               |  |  |                  |  |
|                                           |                   | …                               | …                                               |  |  |       |  |  |                                               |  |  |                  |  |
|                                           |                   | …                               | …                                               |  |  |       |  |  |                                               |  |  |                  |  |
|                                           |                   | …                               | …                                               |  |  |       |  |  |                                               |  |  |                  |  |
| Giulia Serlupi Crescenzi                  |                   | …                               |                                                 |  |  |       |  |  |                                               |  |  |                  |  |
|                                           |                   | Ottaviano Crescenzi             | …                                               |  |  |       |  |  |                                               |  |  |                  |  |
|                                           |                   | Ottaviano Crescenzi             | …                                               |  |  |       |  |  |                                               |  |  |                  |  |
|                                           |                   | Ottaviano Crescenzi             | …                                               |  |  |       |  |  |                                               |  |  |                  |  |
| Livia Crescenzi                           |                   | Ottaviano Crescenzi             |                                                 |  |  |       |  |  |                                               |  |  |                  |  |
|                                           |                   | Maria Sallustia Cerrini         | Camillo Cerrini                                 |  |  |       |  |  |                                               |  |  |                  |  |
|                                           |                   | Maria Sallustia Cerrini         | Camillo Cerrini                                 |  |  |       |  |  |                                               |  |  |                  |  |
|                                           |                   | Maria Sallustia Cerrini         | Elisabetta Petrucci                             |  |  |       |  |  |                                               |  |  |                  |  |
|                                           |                   | Maria Sallustia Cerrini         |                                                 |  |  |       |  |  |                                               |  |  |                  |  |